# Manuel José García Caparrós

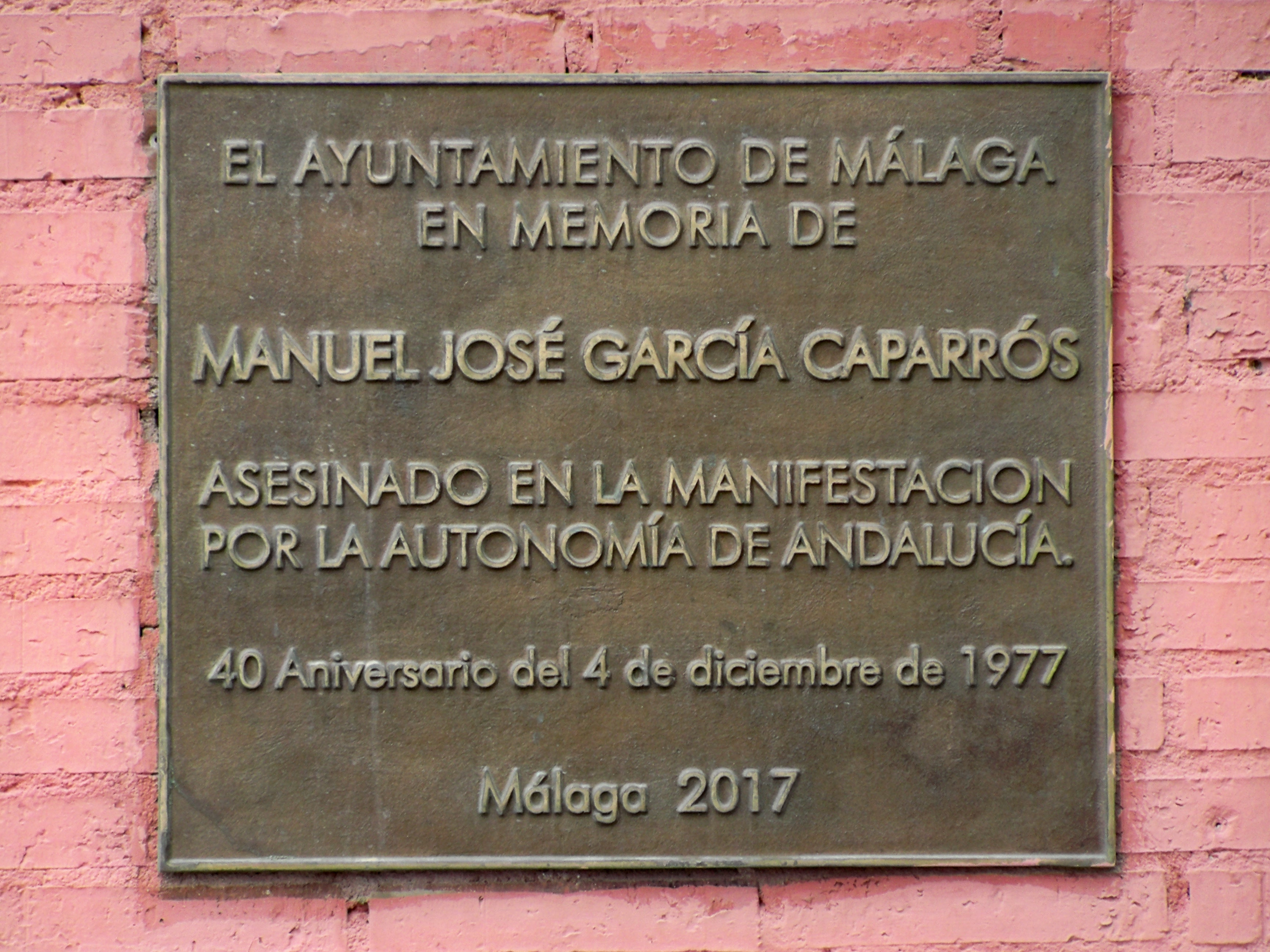
Placa en homenaje a Caparrós por el 40 aniversario

Manuel José García Caparrós (Málaga, 26 de diciembre de 1958-ibídem, 4 de diciembre de 1977) fue un trabajador malagueño de la fábrica de Cerveza Victoria y militante de Comisiones Obreras, asesinado durante la manifestación por la autonomía andaluza el 4 de diciembre de 1977.

## Historia
Murió en Málaga, con 18 años, por un disparo efectuado por la Policía Armada durante la manifestación del 4 de diciembre de 1977 que reivindicaba la autonomía para Andalucía. Nunca se llegó a identificar al culpable del asesinato. Se le suele confundir con Juan Manuel Trinidad Berlanga. Durante la manifestación por la autonomía andaluza el 4 de diciembre de 1977, Trinidad Berlanga trepó por la fachada del edificio de la Diputación Provincial de Málaga para colocar una bandera de Andalucía, que el presidente de la Diputación, Francisco Cabeza López, había prohibido.
A partir de que Trinidad Berlanga colocara la bandera andaluza en la diputación, se llevó a cabo un despliegue policial por toda la ciudad de Málaga. Durante las cargas, varios policías comenzaron a disparar balas de goma y botes de humo, y más tarde sus pistolas reglamentarias. El resultado fue de dos heridos (una joven y un chico de 15 años) y la muerte de García Caparrós, en la esquina del edificio situado en la Alameda de Colón. 

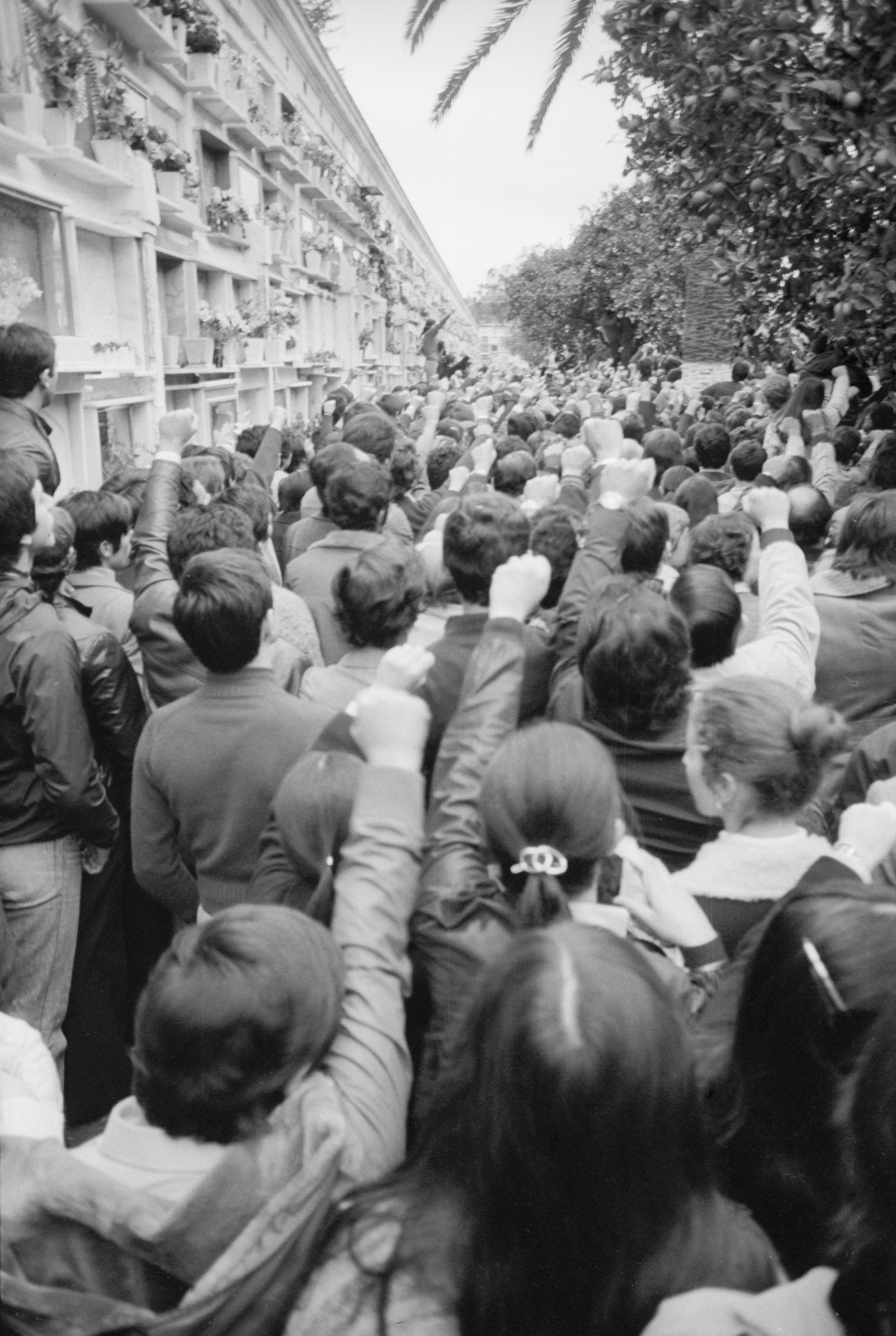
Multitud concentrada durante el entierro de García Caparrós en Málaga.

Cuando se conoció la muerte del joven sindicalista, la ciudad se mantuvo en estado de excepción durante varios días hasta el funeral de Manuel José García Caparrós. Propusieron a los familiares llevar el féretro por toda la ciudad hasta llegar al cementerio, pero estos se negaron. En cualquier caso, se convirtió en un entierro multitudinario.
La muerte de García Caparrós ha quedado como uno de los símbolos de la lucha del pueblo andaluz por su autonomía y de la represión ejercida por el Estado sobre la población civil que se manifestaba pacíficamente para lograr la autonomía andaluza en el marco de la transición española. Muchos andaluces reivindican el 4 de diciembre como el verdadero día de Andalucía, dado que fue cuando cristalizó un sentir de pueblo que aumentaba en la sociedad desde años antes. El 28 de febrero se considera como el día impuesto por las instituciones por conmemorar la fecha del referéndum.  
El lugar donde García Caparrós cayó muerto se convirtió en un altar improvisado por donde pasaron miles de malagueños, hasta que fue destrozado por miembros de la organización ultraderechista Fuerza Nueva. Durante varios días hubo protestas por la represión policial.
Sus restos fueron trasladados al Jardín del Recuerdo del cementerio de Málaga, en un lugar más destacado, para conmemorar el 40.º aniversario de su muerte.

## Reconocimientos
El pleno del Ayuntamiento de Málaga del 16 de noviembre de 1995 aprobó darle su nombre a una calle en su memoria. 
Obras como el reportaje radiofónico de la periodista Ketty Castillo en 2002 o el libro de Rosa Burgos La muerte de García Caparrós en la Transición política, en 2007, recuperaron datos que llevaban escondidos más de 25 años, como la verdadera identidad del chico que colocó la bandera andaluza en la diputación de Málaga (en el caso del reportaje de Castillo). 
Desde 2002 hay una placa en el lugar en el que fue asesinado en la Alameda de Colón, que fue declarado Lugar de Memoria Histórica en 2017.
La Diputación Provincial de Málaga le nombró Hijo Predilecto de la provincia a título póstumo el 20 de abril de 2009. Tras años de reivindicaciones, finalmente García Caparrós fue nombrado Hijo Predilecto de Andalucía a título póstumo en 2013.
En 2017, 40 años después del suceso, de nuevo Rosa Burgos publica un segundo libro, esta vez llamado Las muertes de García Caparrós (en plural). En él se incluyen los testimonios de varias personas testigos de la muerte y el posterior traslado al hospital del cuerpo sin vida del joven. Asimismo, proporciona información sobre las actas de los hechos que las actas de la Comisión, que aunque la Mesa del Congreso ha vetado su difusión, se han publicado parcialmente en El Observador. También se publicó un libro de José Chamizo sobre la figura del malagueño, llamado M.J. García Caparrós, muerte en blanco y verde, en conmemoración del 40.º aniversario de su muerte.
El 4 de diciembre del 2017, se estrenó el thriller documental 23 disparos, escrito y dirigido por Jorge Laplace, que reconstruye, 40 años después, las circunstancias que rodearon a la muerte de Manuel José y que arroja datos y testimonios hasta entonces inéditos. Tras su estreno en el Festival de Málaga, este documental fue premiado con un Premio Iris de la Academia de la Televisión y con el Pajarraco de Plata a Mejor Documental en el Festival de Nuevo Cine Andaluz de Casares.
En diciembre de 2020, por primera vez, el gobierno de España recibió a las hermanas de García Caparrós. En concreto, fueron los ministros Pablo Iglesias y Alberto Garzón los encargados de hacerlo y trasladaron a Purificación, Francisca y Dolores que la nueva Ley de Memoria Democrática ampara casos como el de su hermano.

## Otros datos
- Biografía y documental de José García Caparrós https://garciacaparrosvive.org/ Archivado el 13 de agosto de 2020 en Wayback Machine.
- Web de la Asociación Manuel José García Caparrós https://www.garciacaparros.org
- Artículo de El País sobre la muerte de García Caparrós http://elpais.com/diario/1977/12/06/espana/250210824_850215.html

- Datos: Q625736
- Multimedia: Manuel José García Caparrós / Q625736